# Прапротна Полиця
Прапротна Полиця (словен. Praprotna Polica) — поселення в общині Церклє-на-Горенськем, Горенський регіон, Словенія. Висота над рівнем моря: 406,3 м.